# Amauronematus nuorbinjargi
Amauronematus nuorbinjargi is een vliesvleugelig insect uit de familie van de bladwespen (Tenthredinidae). De wetenschappelijke naam van de soort is voor het eerst geldig gepubliceerd in 1949 door Saarinen.